# Riva (bateaux)
Pour les articles homonymes, voir Riva.
Riva est une entreprise italienne de construction de bateaux à moteur de prestige, fondée en Lombardie au début des années 1950 par l'industriel italien Carlo Riva (1922-2017). Riva construit son dernier bateau runabout en bois en 1996, et fait partie du groupe Ferretti depuis le 1er mai 2000 , lui-même propriété du constructeur de yachts de luxe chinois Weichai Power depuis janvier 2012.

## Historique

### Les canots

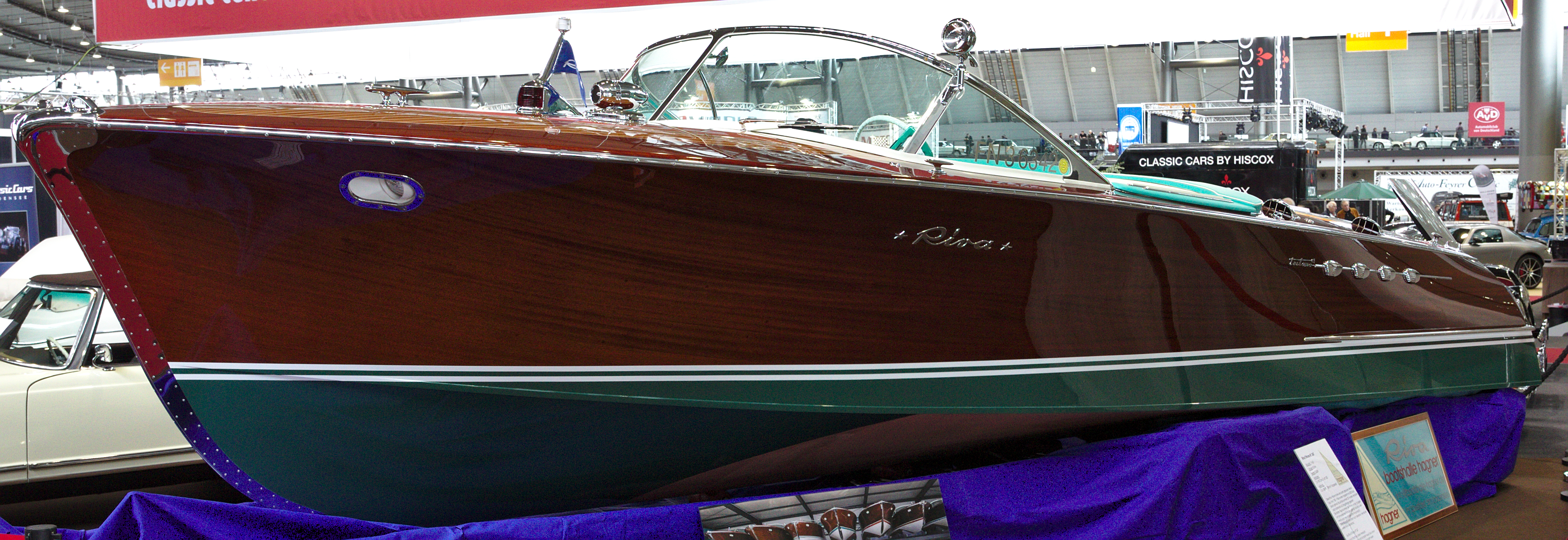
Riva Tritone, 1965.

L’ingénieur italien Carlo Riva voyage aux États-Unis en 1951, où il est marqué par les bateaux runabout américains Chris-Craft et Hacker-Craft naviguant sur les lacs et dans Les Hamptons (État de New York). Il s'inspire aussi de son grand-père Ernesto Riva, petit charpentier de marine, constructeur de barques de pêche légères et véloces depuis 1842, basé à Sarnico sur les bords du lac d'Iseo en Lombardie, et de celles de son père Ernesto, lequel avait accompagné Carlo aux États-Unis et avait motorisé ses bateaux familiaux avec des moteurs automobiles. Également influencé par les bateaux de course en bois tel que le légendaire Ferrari Arno XI de 1953, et dans la lignée des frères Maserati, Henry Royce, Enzo Ferrari, ou Ettore Bugatti, Carlo Riva ambitionne alors de créer un emblème mythique du luxe et du raffinement nautique, en fabriquant des bateaux runabout, abandonnant progressivement la fabrication de bateaux de pêche.
Possédant deux places découvertes avec pare-brise, les canots Riva sont en acajou vernis, chromes et sellerie de cuir, dotés de puissants moteurs V8 américains (situés dans l'imposante partie arrière pontée). On compte environ vingt bateaux fabriqués sur mesure par an, avec variantes de lignes de coque, de taille, de détails, d'équipement, et de puissance de moteurs selon les modèles.

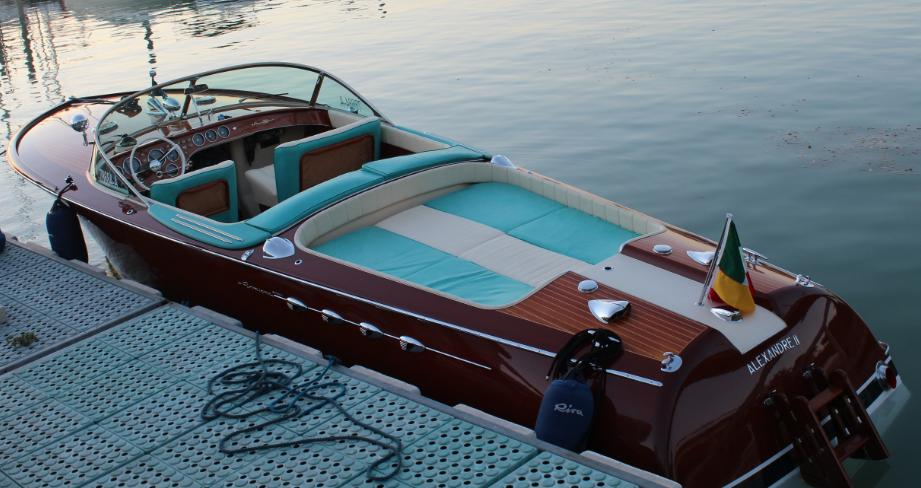
Super Riva Aquarama série II.
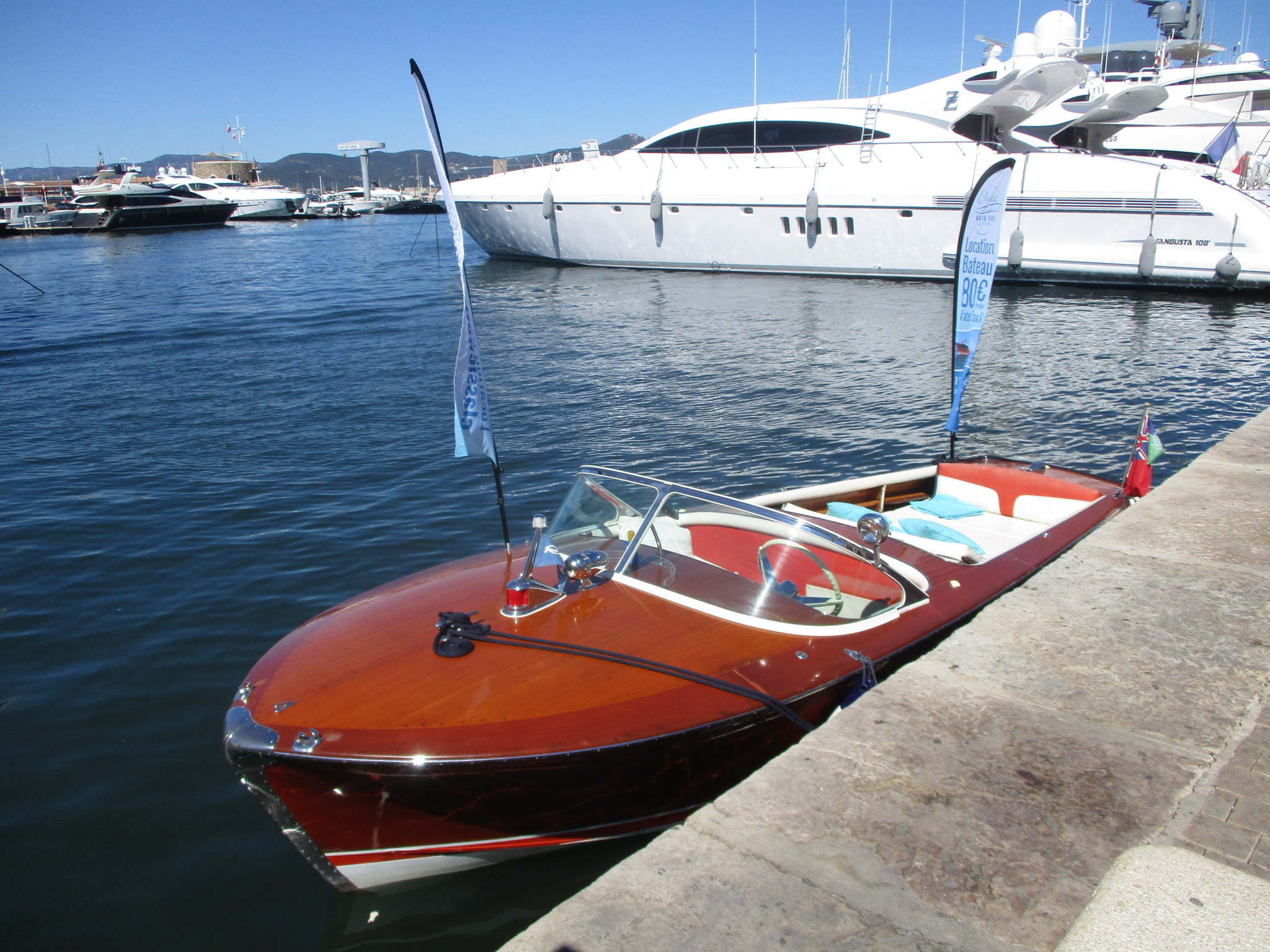
Riva Super Florida, port de Saint-Tropez.
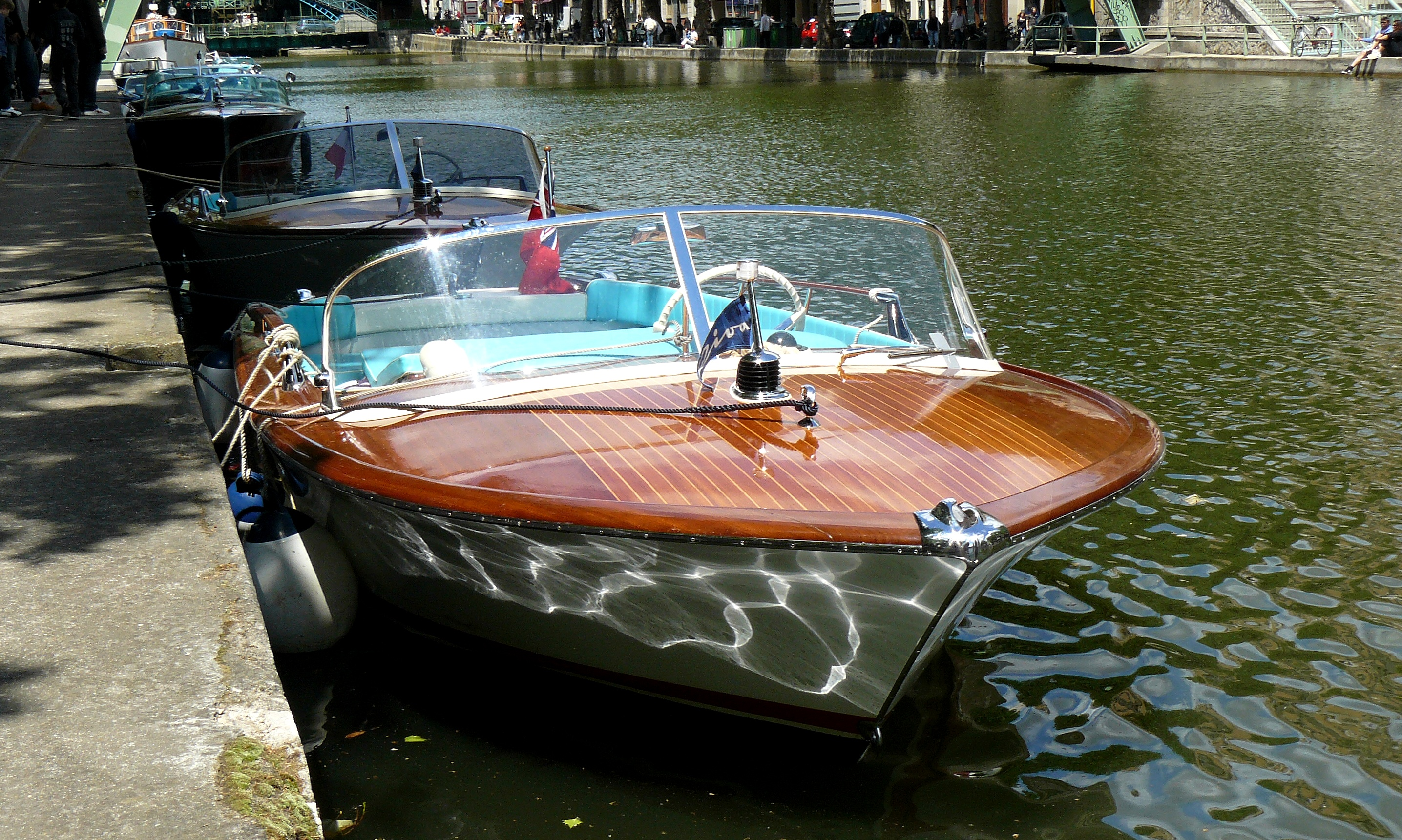
Riva junior, canal Saint-Martin de Paris.
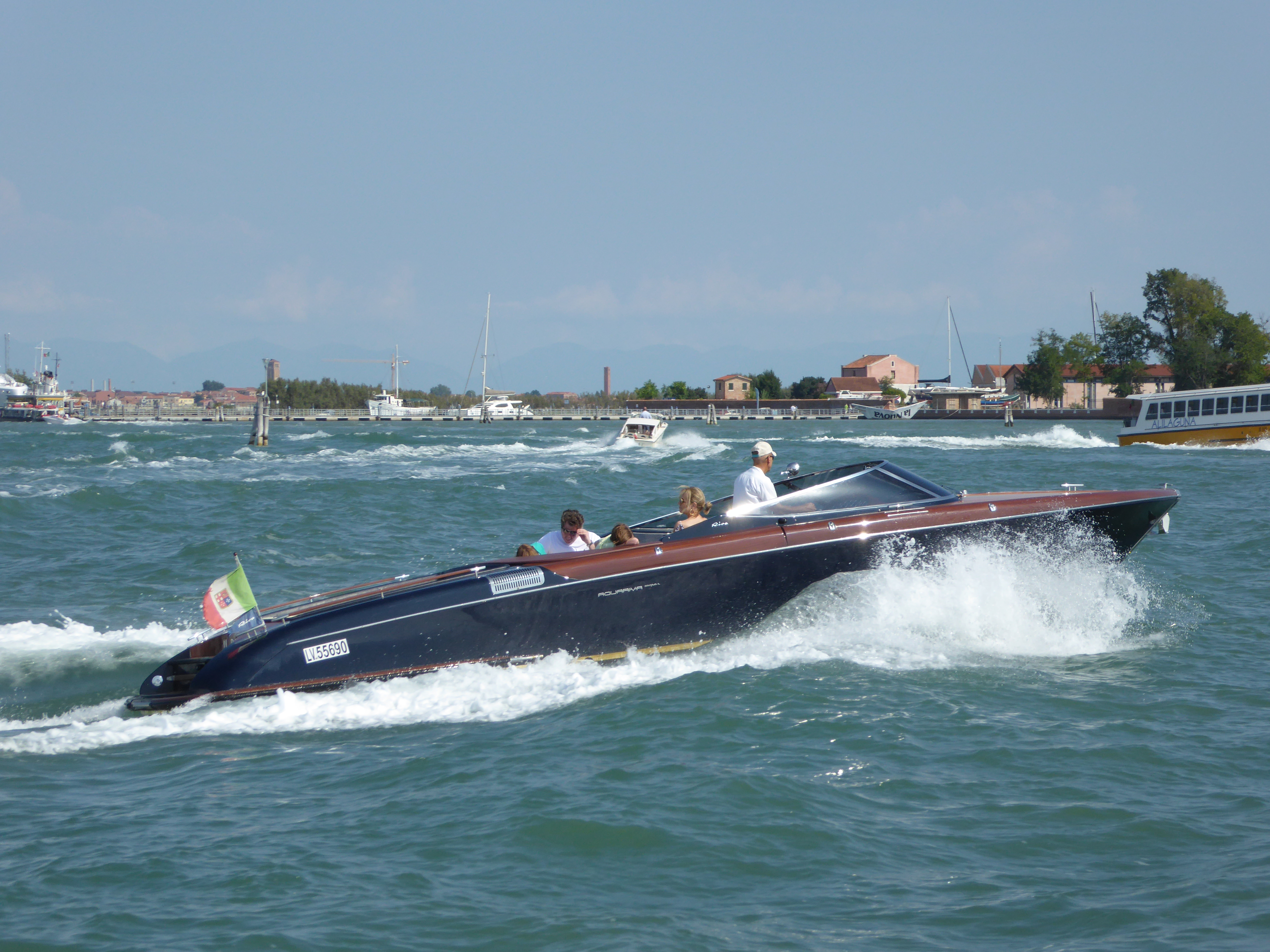
Riva Aquariva, Venise.
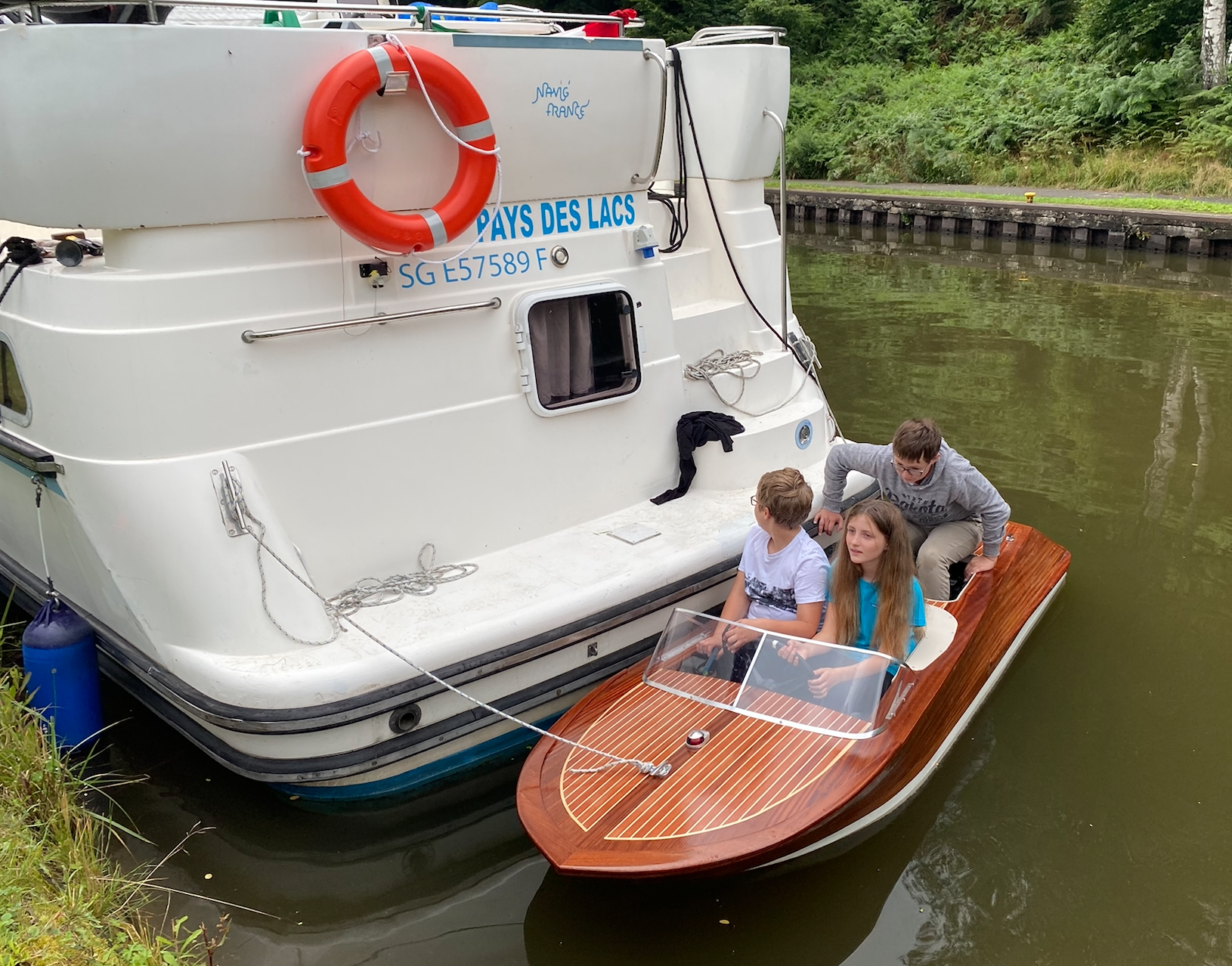
Replique sur le canal de la Marne au Rhin.

Objets de convoitise des grandes fortunes et des stars de cinéma des années 1960, le Riva est parfois qualifié de « Rolls-Royce de la mer » ou de « Ferrari des mers ». Le modèle emblématique Riva Aquarama de 1962 est en particulier prisé par des célébrités telles que Brigitte Bardot, Alain Delon, Peter Sellers, Aristote Onassis, Sophia Loren, Giovanni Agnelli ou encore John Fitzgerald Kennedy. Le prince Rainier III de Monaco et son épouse Grace Kelly sont eux aussi séduits, et acceptent que Riva implante sa base commerciale à Monaco grâce à l'aménagement sur le port Hercule d'une galerie de 100 m de long sur 12 de hauteur, sous le rocher de Monaco, pour abriter plus de 200 bateaux Riva.

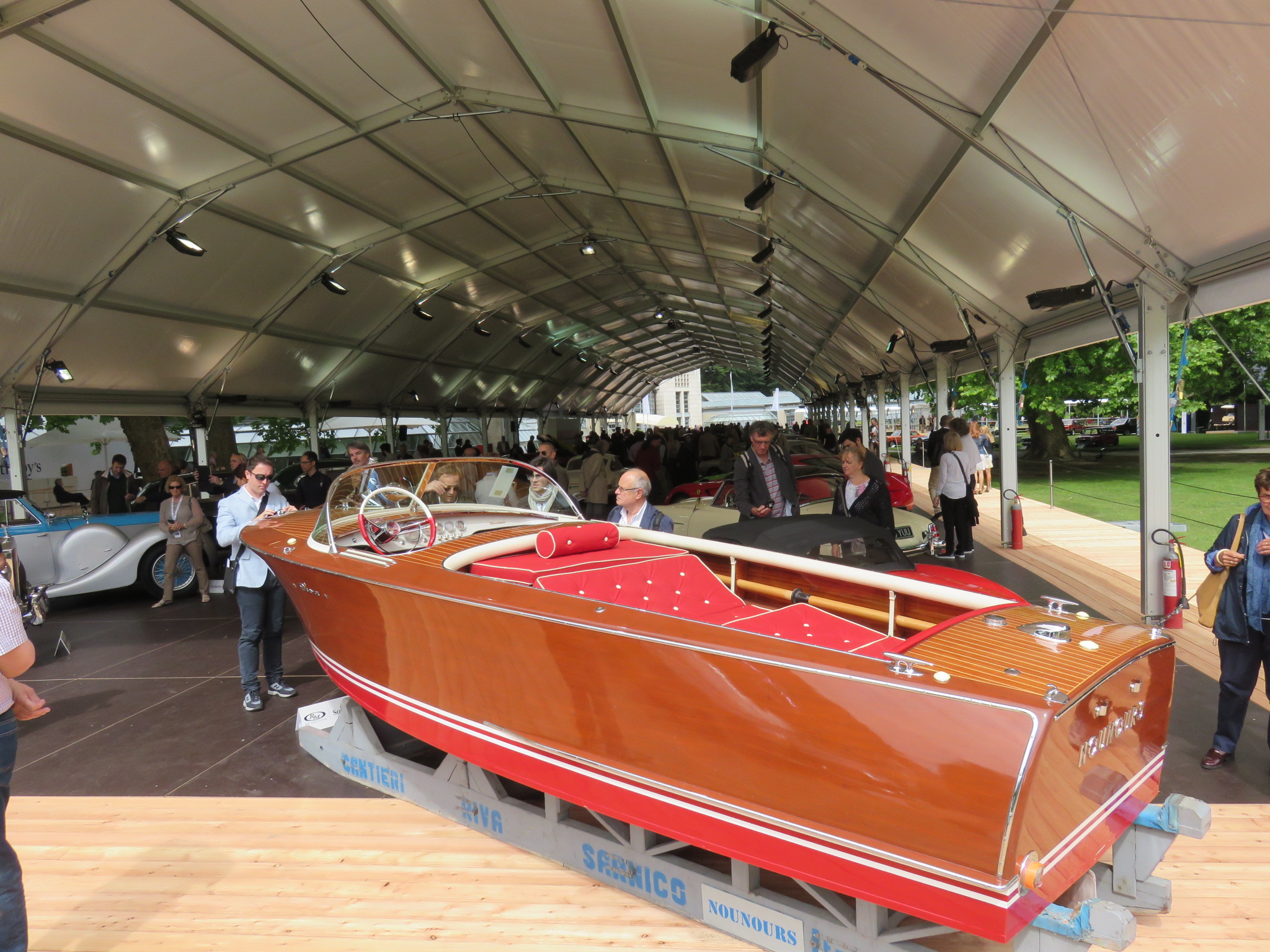
Riva Florida, 1959, concours d'élégance Villa d'Este.
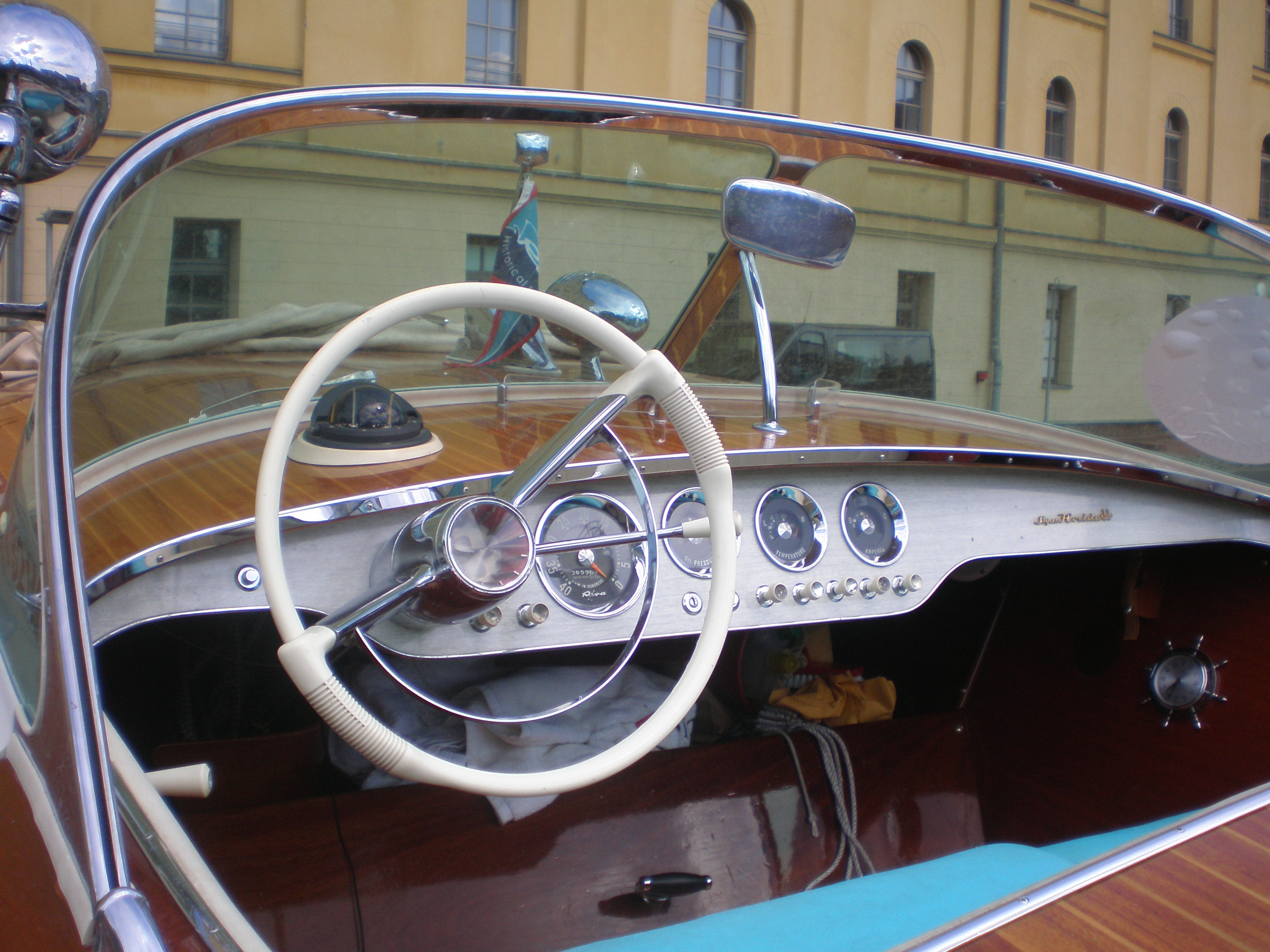
Riva Super Florida.
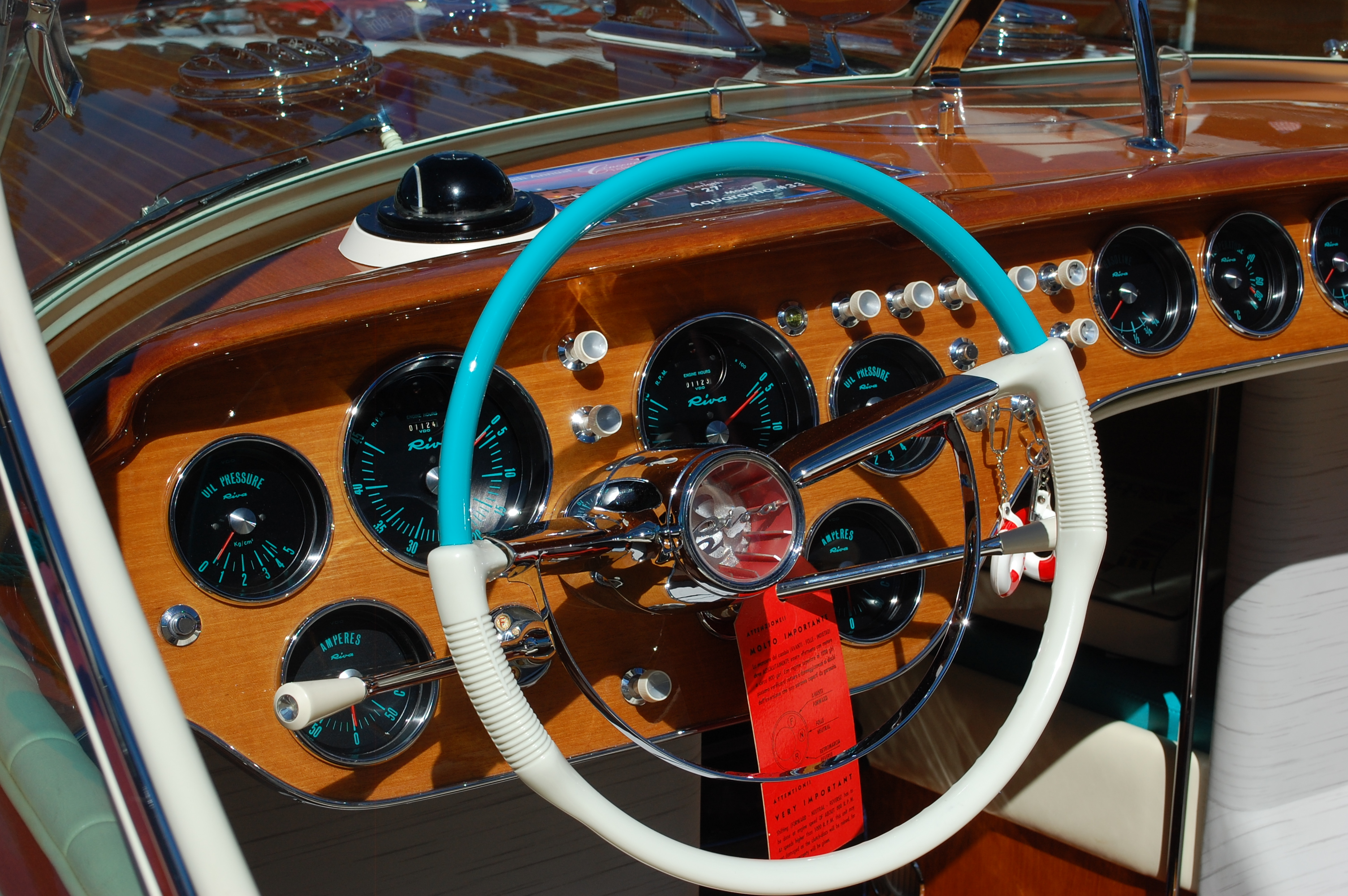
Riva Super Aquarama.
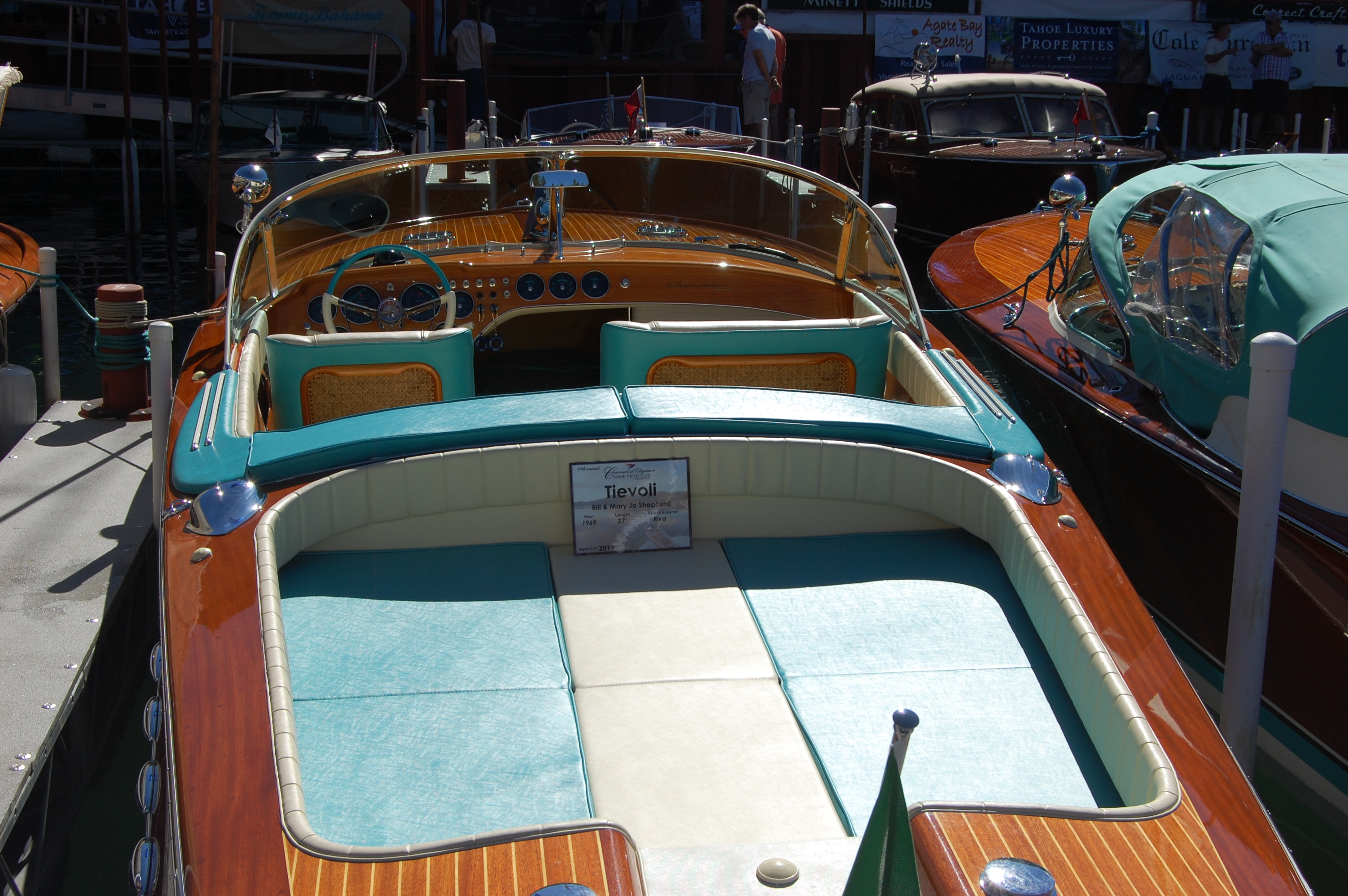
Riva Aquarama.

Entretenue et restaurée à grand frais, la flotte des « classiques » canots Riva en acajou se concentre en grande partie dans les ports de plaisance fréquentés par la jet set : lac de Côme, lac de Garde, Saint-Tropez, Monaco, lac Léman, Genève, Lausanne, lac d'Annecy, Venise, Portofino, Porto Cervo, etc.

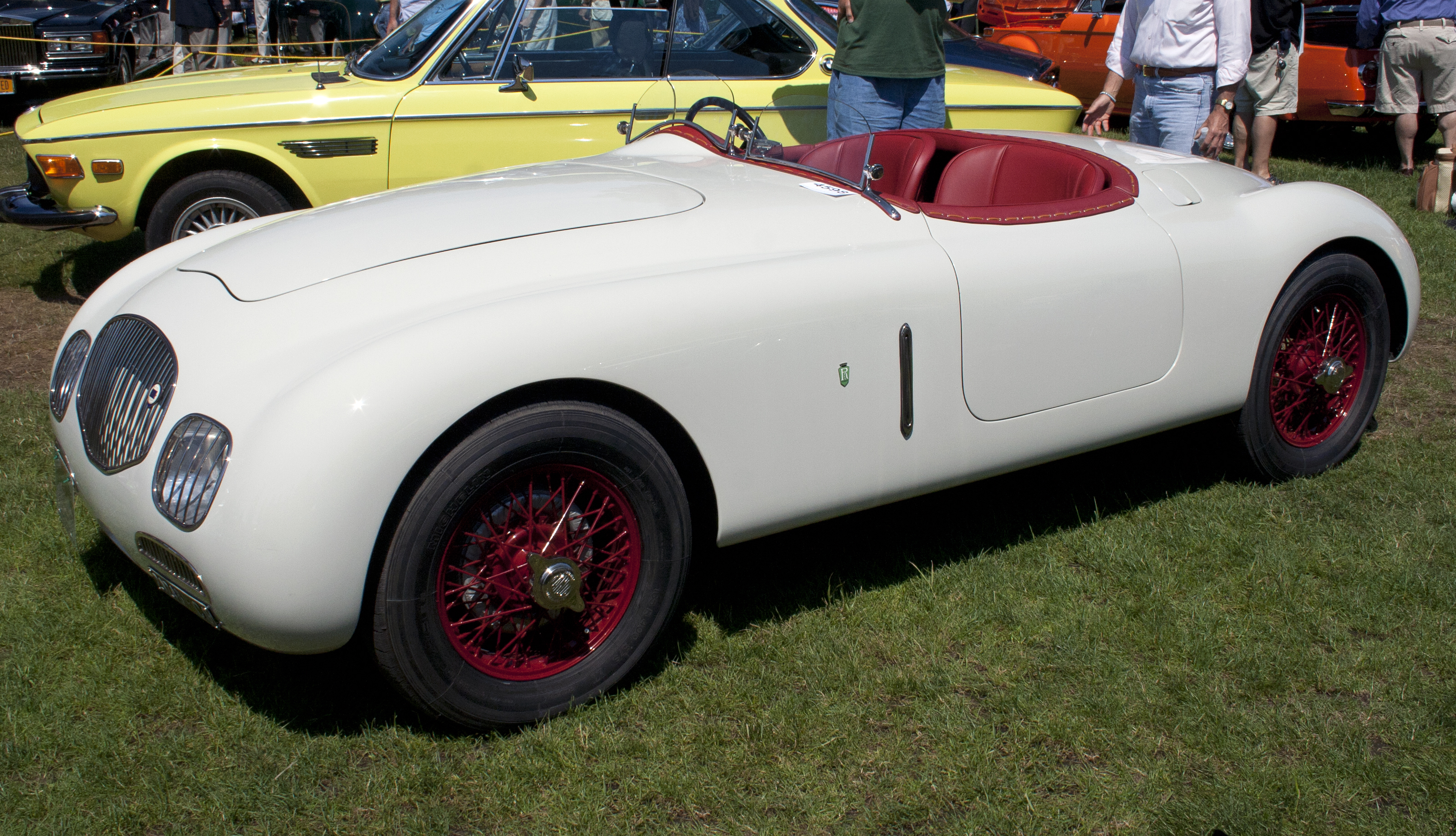
Lancia Aprilia, runabout Corsa Sport Pagani-Riva, 1946.
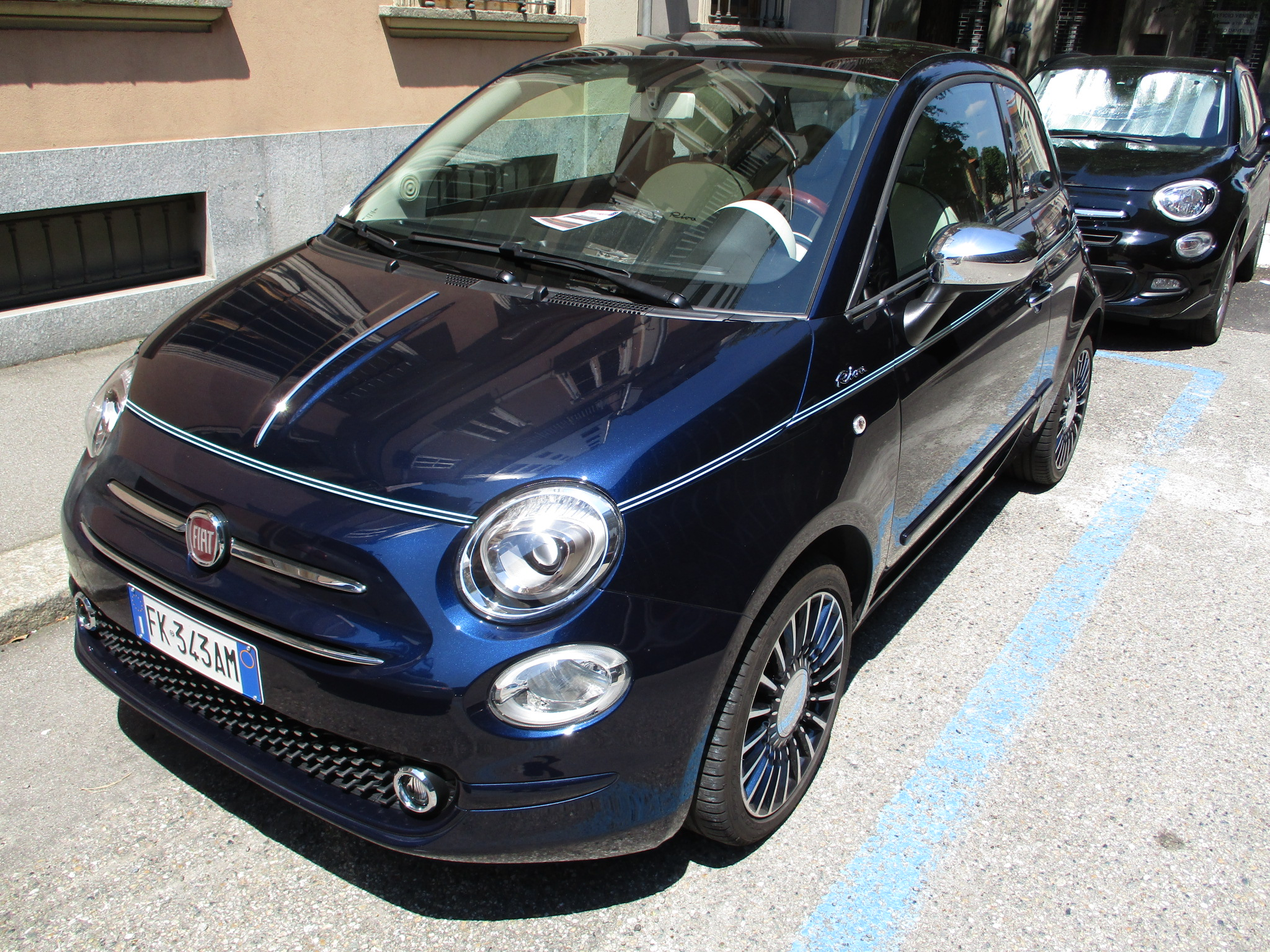
Fiat 500 Riva.
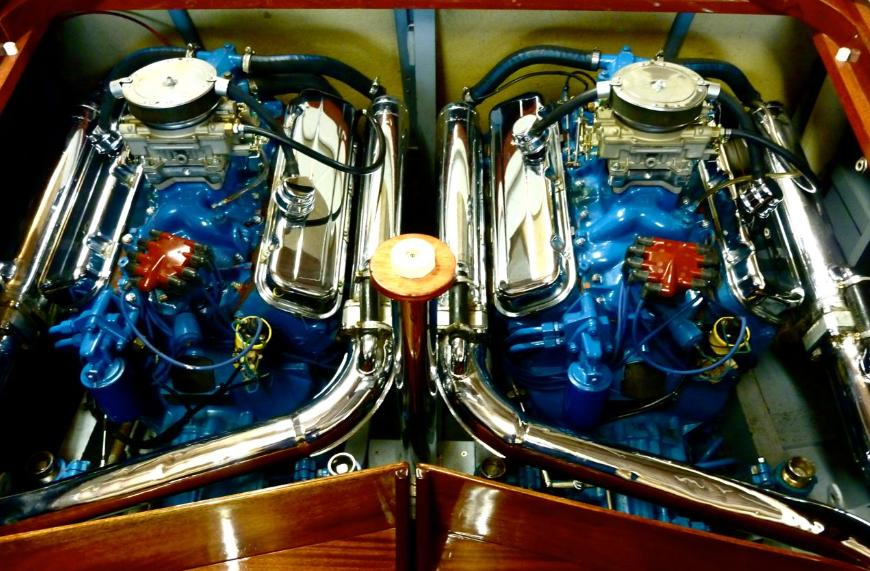
Double moteur V8 de 7 L de Riva Super Aquarama.
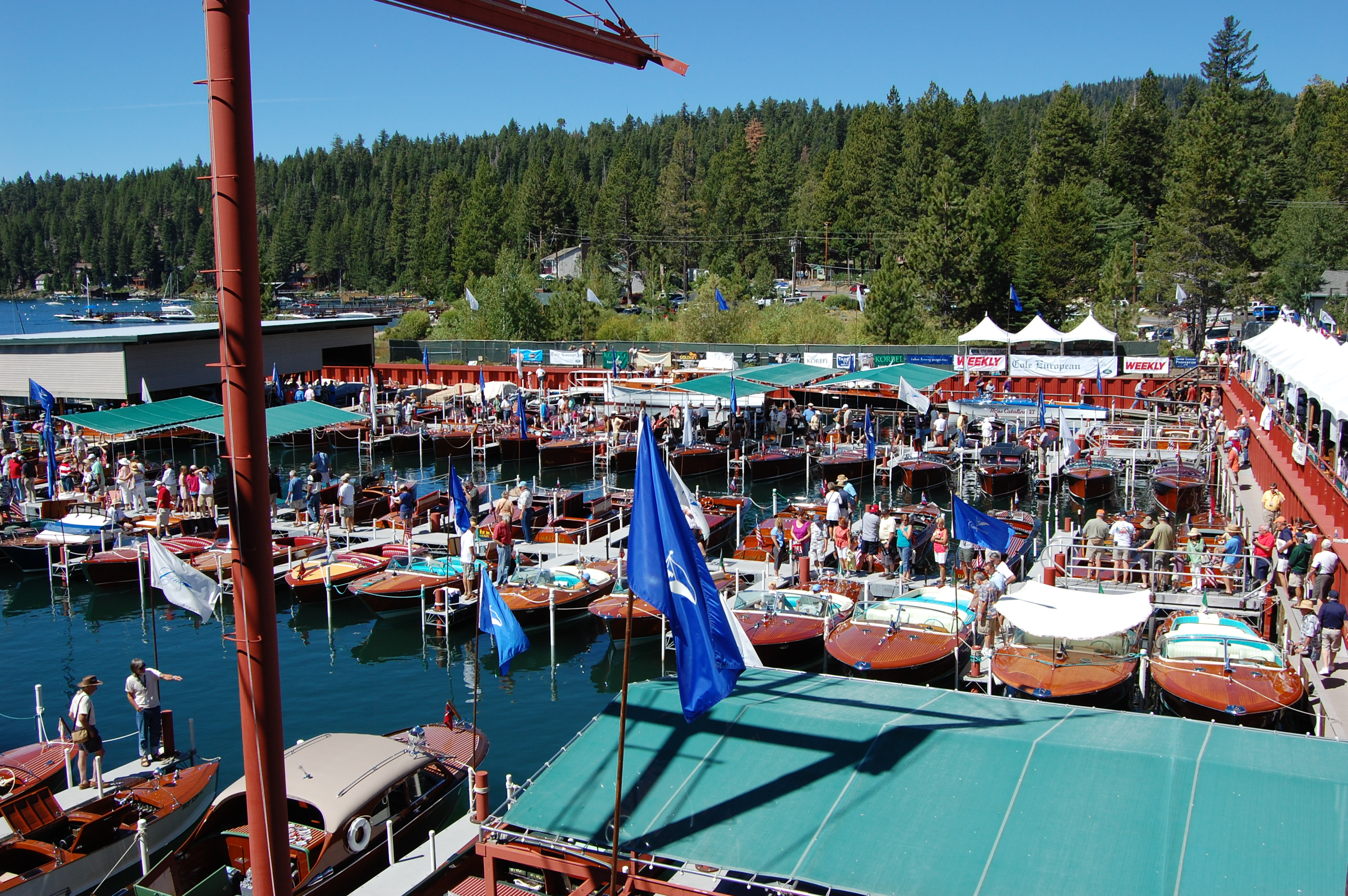
Concours d'élégance de bateau runabout, lac Tahoe, États-Unis.

La marque fabrique son dernier bateau runabout en bois traditionnel en 1996, après en avoir fabriqué environ 4 000 unités, avec au sommet de sa gamme le modèle Super Riva Aquarama, propulsé par un double moteur V8 7 L de 700 ch.
La société britannique Vickers (alors propriétaire de Rolls-Royce Motors) devient propriétaire de la marque entre 1991 et 1998.

#### Modèles
| - Aquarama, Super Aquarama - Ariston, Super Ariston | - Corsaro - Florida, Super Florida | - Junior - Olympic | - Sebino - Tritone, Super Tritone | - Riva Aquariva |

### Les yachts

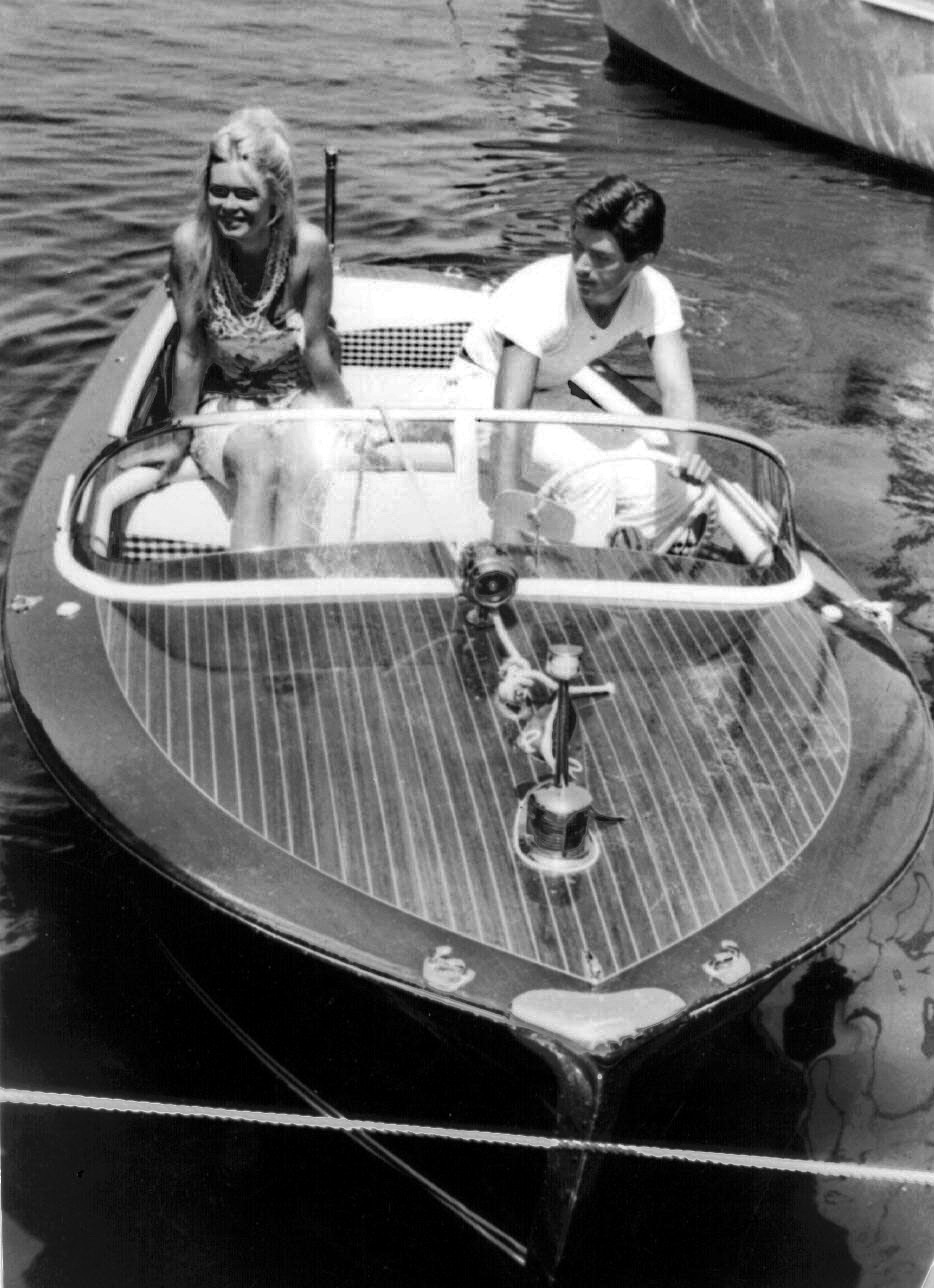
Le couple Brigitte Bardot et Sami Frey à bord d'un Riva Florida, dans le port de Saint-Tropez, en 1963.

Riva se reconvertit dans les années 2000 dans la fabrication de bateau runabout et de yachts de prestige modernes, tout en conservant une activité de rénovation de ses anciens modèles traditionnels.

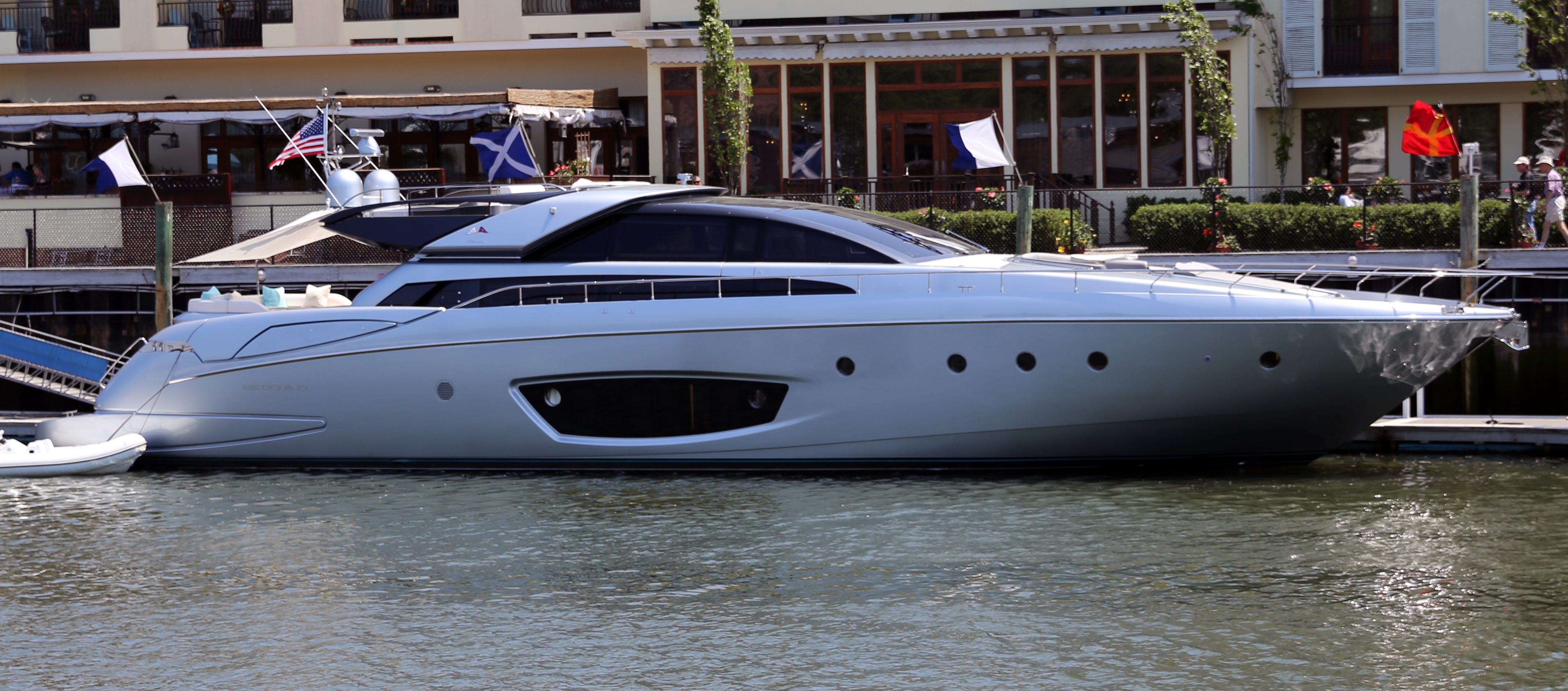
Riva Domino 86.
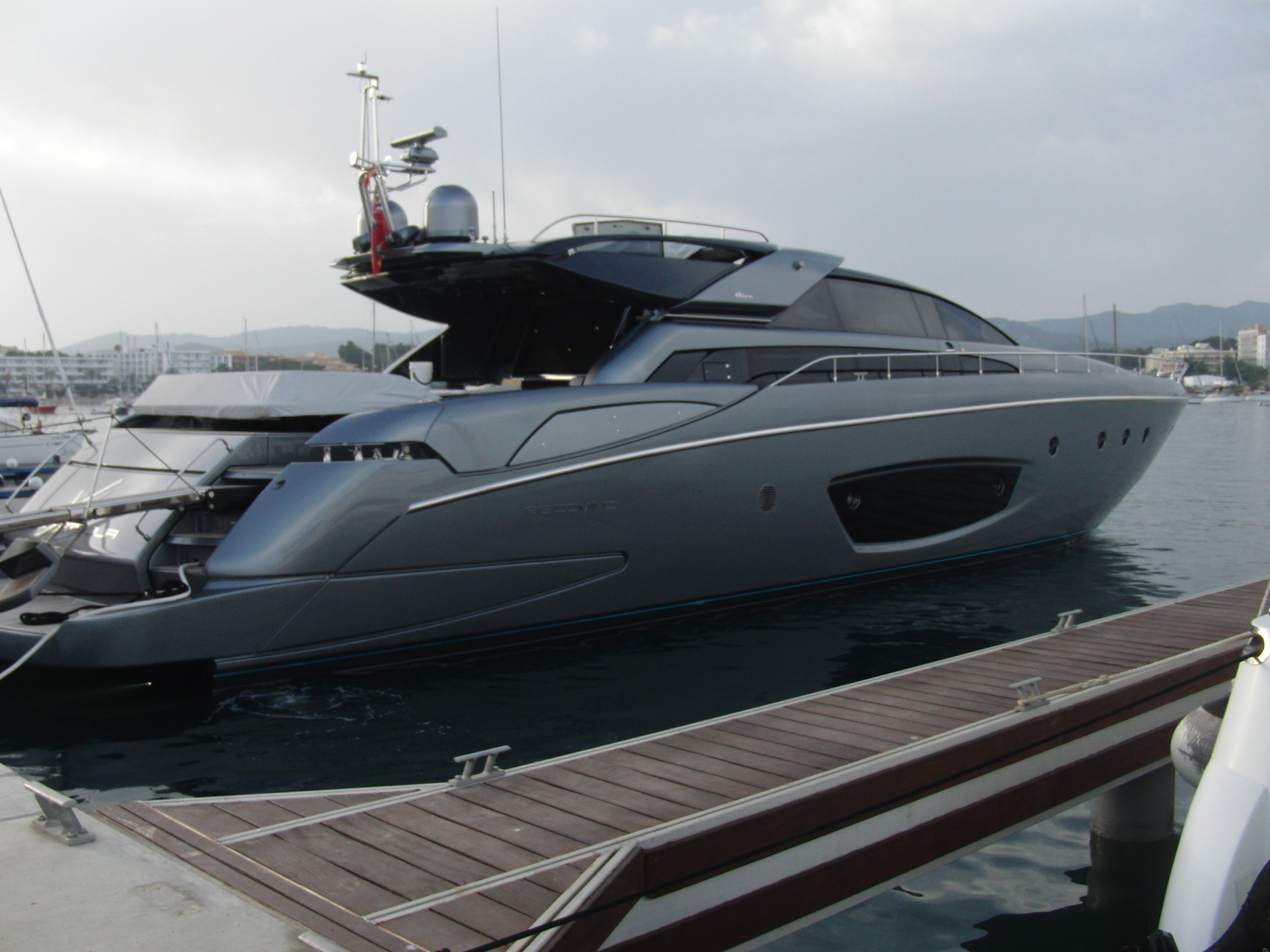
Riva Domino 86.
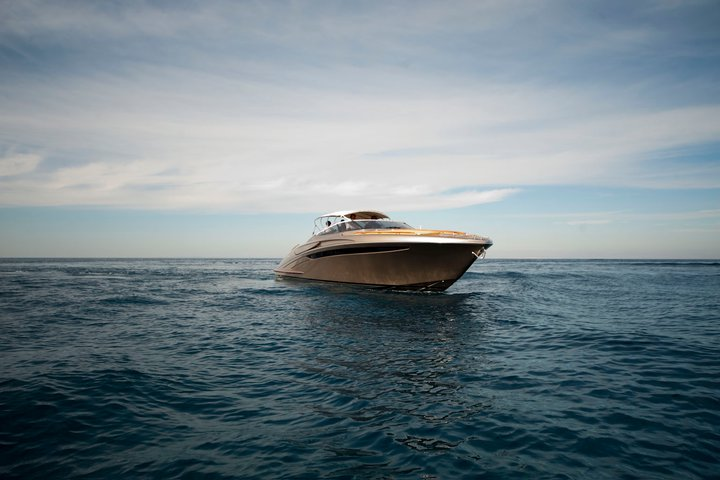
Riva Rama.
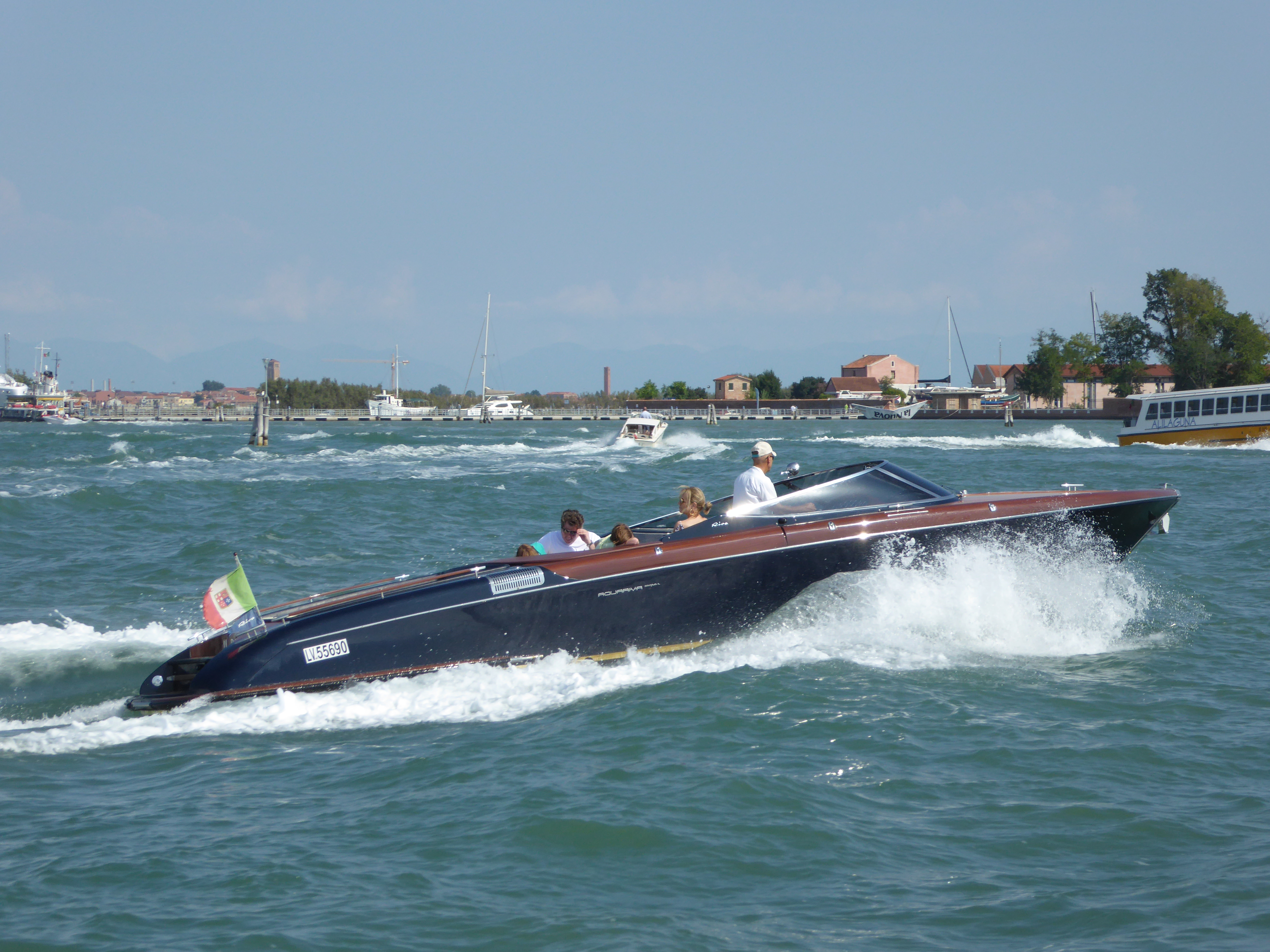
Riva Aquariva.

## Au cinéma
- 1964 : Fantômas, Riva Ariston
- 1970 :  Le Genou de Claire, d'Éric Rohmer, piloté par Jean-Claude Brialy sur le lac d'Annecy[7].
- 1972 : L'aventure c'est l'aventure, Riva Ariston
- 1982 : Les Sous-doués en vacances, Riva Ariston
- 1989 : Indiana Jones et la dernière croisade, Riva Ariston
- 1995 : GoldenEye, de Martin Campbell (James Bond 007, avec Pierce Brosnan)[8],[9].
- 2004 : Ocean's Twelve, Riva Aquarama Special piloté par Vincent Cassel[10].
- 2012 : publicité parfums Christian Dior, Aquarama Special piloté par l'acteur Jude Law[11].

## Riva Club de France
Le Riva Club de France a son siège à l'abbaye de Talloires près d'Annecy, sur le lac d'Annecy, entre la Côte d'Azur et l'Italie.